# Hunyadi – Aufstieg zur Macht
Hunyadi – Aufstieg zur Macht, internationaler Titel Rise of the Raven, ist eine Fernsehserie aus dem Jahr 2024 mit Kádár L. Gellért als Johann Hunyadi und Vivien Rujder als dessen Ehefrau Elisabeth Szilágyi. Regie führten Robert Dornhelm (Folgen 1, 2, 7, 9), Orsi Nagypal (Folgen 3, 4, 5, 8), Attila Szász (Folgen 6, 7, 9) und Balázs Lengyel (Folge 10) nach einem Drehbuch von Showrunner Balázs Lengyel sowie George Mihalka, Balázs Lovas, Zsófia Ruttkay, Attila Veres und Bán Mór, basierend auf dessen Romanserie.

## Handlung
Die Serie erzählt die Geschichte des ungarischen Feldherren Janos Hunyadi im Europa des 15. Jahrhunderts. Hunyadis Leben ist von politischen Machtspielen zwischen Adelsfamilien aus Warschau, Rom, Belgrad und Wien geprägt. Begleitet wird Hunyadi von seiner Ehefrau Elisabeth Szilágyi sowie seiner ersten Liebe Mara Branković, die eine enge Vertraute von Sultan Murad wird. Nachdem das Osmanische Reich ein Heer aufstellt und nach Westen sendet, um Europa zu erobern, erringt Hunyadi in der Belagerung von Nándorfehérvár (Belgrad) 1456 einen entscheidenden Sieg.

## Besetzung und Synchronisation
Die deutschsprachige Synchronisation übernahm die Iyuno Germany. Dialogregie führte Beate Gerlach, die auch das Dialogbuch schrieb.
| Rolle                   | Darsteller           | Synchronsprecher  |
| ----------------------- | -------------------- | ----------------- |
| Elisabeth Szilágyi      | Vivien Rujder        | Maximiliane Häcke |
| Johann Hunyadi          | László Gellért Kádár | Sascha Rotermund  |
| Johann Vitez            | Balázs Csémy         | Julian Tennstedt  |
| Mara Branković          | Franciska Törőcsik   | Alice Bauer       |
| Miklós Újlaki           | Balázs Medveczky     | Amadeus Strobl    |
| Sigismund von Luxemburg | László Gálffi        | Uwe Büschken      |
| Ulrich II. von Cilli    | Ernő Fekete          | Thomas Schmuckert |
| Veronika                | Panka Kovács         | Derya Akyol       |

## Produktion und Hintergrund
Die Serie wurde von Beta Film, Twin Media, HG Media, MR Film und Serendipity Point Films produziert, beteiligt waren der ungarische Privatsender TV2 und der Österreichische Rundfunk (ORF). Produzenten waren Robert Lantos und Ari Lantos, als Executive Producer fungierten Tibor Krsko, Cecilia Hazai, Kinga Hazai, Oliver Auspitz, Andreas Kamm und Koby Gal-Raday.
Gedreht wurde in neun Sprachen, neben Ungarisch und Deutsch etwa Türkisch und Rumänisch. Für den aus Rumänien stammenden Regisseur Robert Dornhelm war es das erste Mal, dass er in seiner Muttersprache drehte. Die Dreharbeiten fanden von Juli 2022 bis Mitte 2023 in Ungarn statt. Gedreht wurde in der Nähe von Budapest in einer 15.000 Quadratmeter großen mittelalterlichen Kulissenstadt, die ursprünglich für das TV-Drama Hamlet (1983) gebaut wurde und seitdem unter anderem für The Witcher und The Last Kingdom verwendet wurde. Weitere Drehorte waren Göbölyjárás, Visegrád, Páty und Babatpuszta.
Die Serie wurde mit einem Budget von rund 60 Millionen Euro an mehr als 170 Drehtagen produziert. Die Produktion wurde vom Nationalen Filminstitut Ungarn (NFI) unterstützt. Mehr als 600 Schauspieler beziehungsweise Stuntleute und rund 100 Pferde waren im Einsatz. Ein erster Teaser-Trailer wurde Anfang September 2024 veröffentlicht.

## Veröffentlichung
Premiere war am 22. Oktober 2024 auf der MIPCOM in Cannes.
Die Serie wurde ab 8. März 2025 vom ungarischen Privatsender TV2 ausgestrahlt sowie in Slowenien ab 6. April vom zur TV2-Gruppe gehörenden Sender Planet TV. Das 90-minütige Serienfinale wurde in Ungarn am 16. April in ausgewählten Kinos gezeigt und am 19. April im Fernsehen ausgestrahlt.
Am 8. April 2025 wurde die Serie in den Räumen der Spanischen Hofreitschule in Wien präsentiert. Auf ORF ON wurde die Serie sowie die Begleit-Dokumentation Hunyadi – Der Reiz des Mittelalters am 14. April 2025 veröffentlicht. Die Erstausstrahlung im ORF erfolgte ab dem 21. April 2025 in Doppelfolgen.
Der Streaminganbieter Netflix setzte die gesamte Serie ab 20. April 2025 auf sein Programm. Auf MagentaTV+ wurde diese am 5. Juni 2025 veröffentlicht.
Zum Toronto International Film Festival 2025 wurde die Serie in die Primetime-Reihe eingeladen.

## Rezeption
Die Erstausstrahlung der ersten Folge im ORF verfolgten im Schnitt 426.000 Zuseher, der Marktanteil lag bei 16 Prozent. Folge zwei erreichte bis zu 442.000 und im Schnitt 428.000 Seher bei 17 Prozent Marktanteil. Die Begleitdokumentation Hunyadi – Der Reiz des Mittelalters sahen im Schnitt 177.000 Menschen bei zehn Prozent Marktanteil. Die Video-Streams auf ORF ON erzielten bis 20. Mai 2025 insgesamt rund 460.000 Nettoviews, 995.000 Bruttoviews und ein Gesamtnutzungsvolumen von 30,7 Millionen Minuten sowie eine Durchschnittsreichweite von rund 58.000 pro Folge.
Eric Leimann schrieb auf prisma.de, wer Schlachten, Hof-Intrigen und schöne Frauen liebe, sei hier richtig. Wer eine Serie auf Game of Thrones-Niveau erwarte, werde enttäuscht werden. Die Dialoge hätten vor allem historische Erklär-Funktion. Modernes Qualitätsserien-TV sei die Produktion nicht, dennoch unterhalte diese auf gewisse Art. Insgesamt könne man mit der Serie Spaß haben wenn man historische Genauigkeit und Political Correctness außer Acht lasse.